# Пембіна (округ, Північна Дакота)
Шаблон:StateAbbr_ 48°46′ пн. ш. 97°33′ зх. д. / 48.77° пн. ш. 97.55° зх. д.
Округ Пембіна (англ. Pembina County) — округ (графство) у штаті Північна Дакота, США. Ідентифікатор округу 38067.

## Історія
Округ утворений 1867 року.

## Демографія
За даними перепису 
2000 року 
загальне населення округу становило 8585 осіб, усе сільське.
Серед мешканців округу чоловіків було 4305, а жінок — 4280. В окрузі було 3535 домогосподарств, 2365 родин, які мешкали в 4115 будинках.
Середній розмір родини становив 2,98.
Віковий розподіл населення поданий у таблиці:
| Стать    | До 15 років | 15-21 | 22-29 | 30-39 | 40-49 | 50-65 | 65-85 | Понад 85 |
| -------- | ----------- | ----- | ----- | ----- | ----- | ----- | ----- | -------- |
| Чоловіки | 826         | 443   | 325   | 517   | 745   | 732   | 643   | 74       |
| Жінки    | 811         | 406   | 252   | 488   | 686   | 680   | 763   | 194      |

## Суміжні округи
- Райнленд, Манітоба, Канада — північ
- Монткальм, Манітоба, Канада — північний схід
- Кіттсон, Міннесота — схід
- Маршалл, Міннесота — південний схід
- Волш — південь
- Кавальєр — захід
- Стенлі, Манітоба, Канада — північний захід

## Виноски
1. ↑  US Decennial Census. US Census Bureau. Архів оригіналу за 12 травня 2015. Процитовано 1 лютого 2015.
2. ↑  Historical Census Browser. University of Virginia Library. Процитовано 1 лютого 2015.
3. ↑  Forstall, Richard L., ред. (20 квітня 1995). Population of Counties by Decennial Census: 1900 to 1990. US Census Bureau. Процитовано 1 лютого 2015.
4. ↑  Census 2000 PHC-T-4. Ranking Tables for Counties: 1990 and 2000 (PDF). US Census Bureau. 2 квітня 2001. Процитовано 1 лютого 2015.
5. ↑  State & County QuickFacts. US Census Bureau. Архів оригіналу за 7 червня 2011. Процитовано 1 листопада 2013.(англ.) Наведено за англійською вікіпедією.
6. ↑  American FactFinder. Бюро перепису населення США. Архів оригіналу за 26 лютого 2012. Процитовано 31 січня 2008.

| США | Це незавершена стаття з географії США. Ви можете допомогти проєкту, виправивши або дописавши її. |